# 洛帕京山 (萨哈林州)
洛帕京山（俄语：Гора Лопатина）是萨哈林州东萨哈林山脉的山峰。俄名以地质学家因诺肯季·洛帕京命名。岩体是变质岩。山坡上布满针叶林，顶部几乎没有树。从登山大本营到山顶约15公里路程。顶部有已毁自动气象站。1980年，为了纪念莫斯科奥运会召开而在山顶安装有半身列宁像。山是萨哈林岛最高点。